# 韦讷泽
韦讷泽（法語：Vennezey，法語發音：[vɛnzɛ]）是法国默尔特-摩泽尔省的一个市镇，属于吕内维尔区。

## 地理
韦讷泽（48°26'40"N, 6°28'6"E）面积3.43 平方千米，位于法国大東部大區默尔特-摩泽尔省，该省份为法国东北部内陆省份，是洛林的一部分，北邻比利时、卢森堡，北起顺时针与摩泽尔省、下莱茵省、孚日省和默兹省接壤。
与韦讷泽接壤的市镇（或旧市镇、城区）包括：埃塞拉科特、吉里维莱、勒姆诺维尔、罗泽略尔、圣布安。

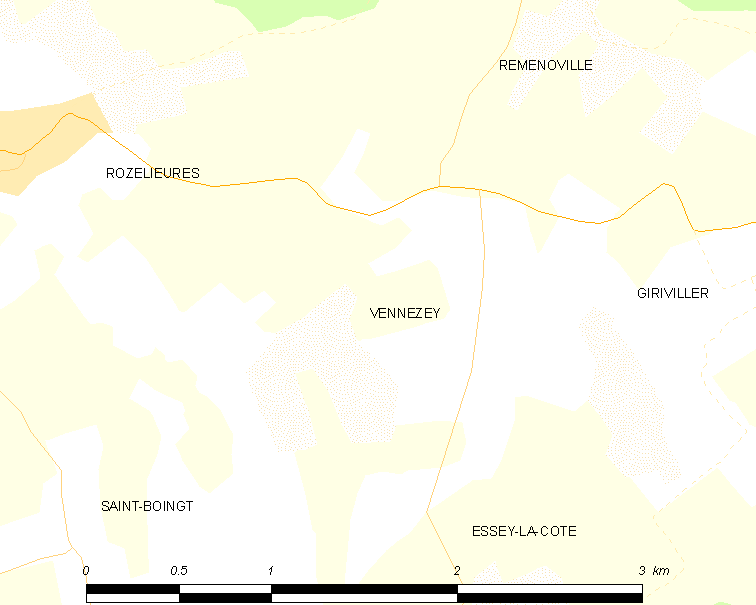
韦讷泽的OSM定位图

韦讷泽的时区为UTC+01:00、UTC+02:00（夏令时）。

## 行政
韦讷泽的邮政编码为54830，INSEE市镇编码为54561。

## 政治
韦讷泽所属的省级选区为吕内维尔第二县。

## 人口

1962-2008年间韦讷泽人口变化图示

韦讷泽于2022年1月1日时的人口数量为38人。